# Dream Daddy: A Dad Dating Simulator
Dream Daddy: A Dad Dating Simulator es un videojuego del tipo novela visual  lanzado el 20 de julio del 2017 para Windows y macOS, y el 22 de septiembre del mismo año para Linux. El juego fue desarrollado y publicado por Game Grumps y escrito por Vernon Shaw y Leighton Gris.

## Jugabilidad
Dream Daddy es una novela visual interactiva  donde el jugador puede escoger entre siete padres diferentes con los cuales tener una cita. Cuenta además con minijuegos para completar, finales alternativos y voces dobladas por miembros de Game Grumps. El jugador también puede personalizar el aspecto de su personaje.

## Desarrollo
El 14 de julio del 2017 se anunció que el lanzamiento del juego sería retrasada debido al descubrimiento de bugs de último minuto, y perdería su fecha de lanzamiento original, el 13 de julio del 2017. Se le dio una nueva fecha para el 19 de julio del 2017, sólo para ser retrasado otra vez. Finalmente fue lanzado el 20 de julio del 2017.

### Reconocimientos
El juego estuvo nominado para "Mejor Novela Visual" en PC Gamer  2017 Game of the Year Awards, y para "Mejor Juego de Aventura" en IGN's Best of 2017 Awards.  Fue subcampeón para "Mejor Personaje Nuevo" (Damien Bloodmarch), "Mejor Elenco de Personajes", y "Juego del año" en Giant Bomb's 2017 Game of the Year Awards. Ganó el premio para "Mayor Sorpresa" en Game Informer's 2017 Adventure Game of the Year Awards.
| Año  | Premio                                                | Categoría                         | Resultado | Ref           |
| ---- | ----------------------------------------------------- | --------------------------------- | --------- | ------------- |
| 2017 | Golden Joystick Awards                                | Mejor Juego Indie                 |           | [ 7 ]         |
| 2017 | Golden Joystick Awards                                | Juego de PC del Año               |           | [ 7 ]         |
| 2017 | Golden Joystick Awards                                | Breakthrough Premio (Game Grumps) |           | [ 7 ]         |
| 2018 | National Academy of Video Game Trade Reviewers Awards | Juego, Clase Especial             |           | [ 8 ] [ 9 ]   |
| 2018 | SXSW Gaming Awards                                    | Trending Juego del Año            |           | [ 10 ] [ 11 ] |